# Logan Marshall-Green
Logan Marshall-Green (Charleston, 1 de novembro de 1976) é um ator norte americano.

## Biografia

### Vida
Logan Marshall-Green nasceu em Charleston, Carolina do Sul e foi criado por sua mãe, Lowry Marshall, em Cranston, Rhode Island. Ele tem um irmão gêmeo chamado Taylor. Marshall-Green fez seus estudos de graduação na Universidade de Tennessee, onde ele também escreveu para o jornal da escola, The Daily Beacon, como um escritor de entretenimento.

### Carreira
Sua primeira aparição na TV foi em 2001 na mini-série Band of Brothers posteriormente Logan fez pequenas participações em Law & Order: Special Victims Unit, Law & Order, The Kindness of Strangers. Em 2005 Logan atuou em quatro produções distintas, integrou o elenco de Alchemy filme produzido pela ABC Family direto para TV, interpretou Richard Heller em 24 Horas e Trey Atwood na série The O.C. ambos personagens recorrentes, Logan também atuou no filme The Great Raid. Em 2007 Logan interpretou Paco no longa metragem Across the Universe e Tyler Fog na série Traveler, em 2008 atuou no filme para TV Blue Blood, e em 2009 atuou ao lado de Wesley Snipes, Richard Gere, Don Cheadle e Ethan Hawke no Longa Atraídos pelo Crime. Em 2009 Logan estrela Dean Bendis na série policial Dark Blue da TNT, posteriormente atuou no filme Devil. Atualmente Logan faz parte do elenco de Prometheus.

## Filmografia

### Filmes e séries
| Ano       | Título                            | Papel                               | Notas                 |
| --------- | --------------------------------- | ----------------------------------- | --------------------- |
| 2001      | Band of Brothers                  | Soldado alemão capturado            | Mini-série            |
| 2003      | Law & Order: Special Victims Unit | Mitch Wilkens, aka Max Van Horn     | Episódio: "Soulless"  |
| 2004      | The Kindness of Strangers         | Ray                                 |                       |
| 2004      | Law & Order                       | Kyle Mellors                        | Episódio: Evil Breeds |
| 2005      | Alchemy                           | Martin                              | Filme para TV         |
| 2005      | 24 Horas                          | Richard Heller                      | 6 Episódios           |
| 2005      | The Great Raid                    | Tenente Paul Colvin                 |                       |
| 2005      | The O.C.                          | Trey Atwood                         | 9 Episodios           |
| 2007      | Traveler                          | Tyler Fog                           | 8 Episódios           |
| 2007      | Across the Universe               | Paco                                |                       |
| 2009      | Atraídos pelo Crime               | Melvin Panton                       |                       |
| 2009-2010 | Dark Blue                         | Dean Bendis                         | 20 Episódios          |
| 2010      | Devil                             | Mecânico, Anthony "Tony" Janekowski |                       |
| 2012      | Prometheus                        | Holloway                            |                       |
| 2016      | The invitation                    | Will                                |                       |
| 2017      | Spider-Man: Homecoming            | Montana                             |                       |
| 2018      | Upgrade                           | Grey Trace                          |                       |